# NGC 7408
NGC 7408 ist eine Balken-Spiralgalaxie vom Hubble-Typ SBc im Sternbild Tukan am Südsternhimmel. Sie ist schätzungsweise 152 Millionen Lichtjahre von der Milchstraße entfernt.
Das Objekt wurde am 1. November 1834 von dem Astronomen John Herschel entdeckt.